# Parablennius goreensis
Parablennius goreensis — вид риб з родини Собачкові (Blenniidae), що поширений в східній Атлантиці біля берегів Кот-д'Івуар, Мавританії, Сенегалу. Морська демерсальна тропічна риба, сягає максимальної довжини 7 см.